# Кред (Кобарід)
Кред (словен. Kred) — поселення в общині Кобарід, Регіон Горишка, Словенія. Висота над рівнем моря: 253,2 м.